# Joëlle Ceccaldi-Raynaud
Pour les articles homonymes, voir Ceccaldi et Raynaud.
Joëlle Ceccaldi-Raynaud, née le 9 février 1951  à Alger, est une femme politique française.
Elle est maire de Puteaux depuis 2004, présidente de l'Établissement public territorial Paris Ouest La Défense et vice-présidente de l'Établissement public Paris La Défense (PLD) jusqu'en 2025. Elle a précédemment été députée de la sixième circonscription des Hauts-de-Seine et vice-présidente du conseil général des Hauts-de-Seine.

## Biographie

### Famille
Née le 9 février 1951 à Alger (Algérie française), Joëlle Ceccaldi-Raynaud est la fille de Charles Ceccaldi-Raynaud (1925-2019), avocat et homme politique, ancien maire de Puteaux, et de Jeannette Gianni (1925-1995), institutrice.
Elle est la mère de Vincent Franchi, devenu adjoint au maire de Puteaux en 2008 (réélu en 2014 et 2020), ce qui a rendu impossible le maintien au conseil municipal de Charles Ceccaldi-Raynaud, le code électoral limitant le nombre de membres d'une même famille au sein d'un conseil municipal. La première femme de Vincent Franchi, Paule-Eva Croutzet, est également candidate sur la liste de Joëlle Ceccaldi-Raynaud aux élections municipales de 2014.
Sa fille, Émilie Franchi, est mise en cause en 2017 dans l'enquête pour fraude fiscale visant Joëlle Ceccaldi-Raynaud dans l'affaire des lingots d'or retirés au Luxembourg.

### Formation
Après des études secondaires au lycée La Folie Saint-James de Neuilly-sur-Seine, un échec au baccalauréat, elle poursuit des études supérieures à l'Université Paris II, puis à l'École de notariat de Paris. Elle obtient le diplôme de clerc de notaire.

### Parcours politique
Elle est élue au conseil municipal de Puteaux en 1995, où elle est adjointe au maire jusqu'en 2004.
De 1998 à 2002, elle est administratrice du syndicat des transports parisiens devenu en 2000 syndicat des transports d'Île-de-France.
Suppléante de Nicolas Sarkozy dans la sixième circonscription des Hauts-de-Seine (Puteaux/Neuilly-sur-Seine, à la suite de son père), elle lui succède lorsqu'il est nommé au gouvernement, en 2002. Elle est alors membre du groupe UMP et membre de la commission des Affaires culturelles et de l’Éducation.
Elle succède à son père Charles Ceccaldi-Raynaud, malade, à la mairie de Puteaux, en avril 2004.
Elle démissionne de son mandat de députée le 1er janvier 2005, à la suite du départ du gouvernement de Nicolas Sarkozy, qui vient d'accéder à la présidence de l'UMP. Celui-ci la choisit à nouveau comme suppléante lors de l'élection partielle qui s'ensuit. Ayant obtenu un siège au Conseil économique et social en 2005, elle retrouve son mandat de députée quelques mois plus tard, à la suite du référendum du 29 mai 2005, lorsque Nicolas Sarkozy est rappelé au gouvernement.
En septembre 2005, remis sur pied, Charles Ceccaldi-Raynaud demande à sa fille de démissionner pour se faire réélire maire. Cette dernière refuse considérant que son père n'a plus l'état mental et physique nécessaire pour assurer la fonction. Depuis, Charles Ceccaldi-Raynaud s'oppose à sa fille. Cette bataille entre le père et la fille est baptisée « Guerre des Ceccaldi » par la presse,,.
Nicolas Sarkozy ayant été élu président de la République, Joëlle Ceccaldi-Raynaud est la candidate de l'UMP à l'élection législative de 2007 dans la sixième circonscription des Hauts-de-Seine, qu'elle remporte dès le premier tour, avec 52,69 % des voix exprimées. Son suppléant est Arnaud Teullé, candidat à la mairie de Neuilly l'année suivante.
En septembre 2006, elle est condamnée avec son père pour diffamation par la 14e chambre correctionnelle du tribunal de Nanterre à l'encontre de Christophe Grébert, l'auteur d'un blog critique sur la gestion de la municipalité de Puteaux. Ils doivent payer une amende de 2 500 euros chacun, ainsi que 3 000 euros de dommages-intérêts pour avoir insinué que leur opposant avait des penchants pédophiles. Christophe Grébert devient par la suite un de ses principaux rivaux politiques, représentant le Modem et plusieurs fois attaqué par la suite pour diffamation par le maire et son entourage. Il est relaxé sur toutes les procédures déjà terminées,, d'autres étant en cours.
Candidate aux élections municipales de 2008 dans sa ville de Puteaux, la liste qu'elle conduit manque de peu de l'emporter au premier tour. Elle s'impose finalement au second avec 52,98 % des suffrages, dans une quadrangulaire, face notamment à une liste divers droite conduite par son père. Le fils de Joëlle Ceccaldi-Raynaud, Vincent Franchi, ayant également été élu conseiller municipal, Charles Ceccaldi-Raynaud ne peut siéger au conseil, une disposition du code électoral l'interdisant.
Le 4 décembre 2009, après le retrait de Jean Sarkozy, Joëlle Ceccaldi-Raynaud est élue présidente du conseil d'administration de l'Établissement public d'aménagement de la Défense. L'EPAD fusionne le 2 juillet 2010 au sein de l'Établissement public d'aménagement de la Défense Seine Arche (EPADESA), dont Joëlle Ceccaldi-Raynaud devient présidente du conseil d'administration.
Joëlle Ceccaldi-Raynaud n'est pas candidate à sa réélection comme députée de la sixième circonscription des Hauts-de-Seine en 2012, circonscription qui vient d'ailleurs alors d'être agrandie de quelques quartiers de Courbevoie. L'UMP n'investit aucun candidat face au favori, le maire divers-droite de Neuilly Jean-Christophe Fromantin. Alors que celui-ci prend comme candidate suppléante Sylvie Cancelloni, conseillère municipale d'opposition à Puteaux, Joëlle Ceccaldi-Reynaud soutient un autre candidat divers-droite, Bernard Lepidi. Au second tour, qui l'oppose à celui-ci et à une candidate du Parti Socialiste, Jean-Christophe Fromantin remporte l'élection.
Le 23 mars 2014, la liste menée par Joëlle Ceccaldi-Raynaud et soutenue par l'UMP et l'UDI gagne les élections municipales au premier tour, avec 55,93 % des suffrages exprimés. Le 28 mars suivant, elle est réélue maire de Puteaux par le conseil municipal.
Les élections municipales de 2014 sont annulées l’année suivante par le Conseil d'État, qui soupçonne une manœuvre dans l'enregistrement des listes de candidature. Une nouvelle élection a lieu le 14 juin 2015 ; la liste de Joëlle Ceccaldi-Raynaud l’emporte dès le premier tour en augmentant sa majorité de trois sièges. Elle est ensuite réélue par le conseil municipal.
La liste qu'elle conduit arrive en tête du premier tour des élections municipales de 2020, avec 65,03 % des voix. Le 25 mai, elle est élue maire pour la cinquième fois par le conseil municipal.

## Controverses et affaires

### Soupçons d'affairisme
Joëlle Ceccaldi-Raynaud est accusée d'affairisme, notamment par Christophe Grébert (auteur du site MonPuteaux.com, puis opposant politique), et par Noël Pons et Jean-Paul Philippe dans leur livre, 92 Connection.
En octobre 2011, la presse rapporte que la mairie de Puteaux a fait acheter par le personnel municipal, dans les kiosques de la ville, la quasi-totalité des exemplaires du Canard enchaîné en date du 19 octobre, et ce après que l'hebdomadaire satirique a publié un article révélant que Joëlle Ceccaldi-Raynaud possédait dans le paradis fiscal des îles Vierges britanniques un compte bancaire de 4 millions d'euros, ouvert en 1996 dans une banque du Luxembourg,,,.
En marge de l'affaire du Canard enchaîné, Joëlle Ceccaldi-Raynaud porte plainte contre Christophe Grébert pour diffamation. Il est condamné en première instance, puis relaxé par la cour d'appel, laquelle condamne Joëlle Ceccaldi-Raynaud à verser 5 000 euros de dommages et intérêts à son opposant pour procédure abusive. Cette condamnation seule est cassée et renvoyée en cour d'appel, qui annule la condamnation de la maire, Christophe Grébert devant restituer la somme,.

### Affaire de la chaufferie de La Défense
En septembre 2015, Mediapart révèle, à l'appui de documents bancaires luxembourgeois remis à la justice française, que Joëlle Ceccaldi-Raynaud a retiré durant plusieurs années 102 lingots d'or d'un kilo, ainsi que des espèces d'un montant total de 865 300 euros depuis ce même compte bancaire caché au Luxembourg. La presse relate les accusations du père de Joëlle Ceccaldi-Raynaud, Charles Ceccaldi-Raynaud qui, devant le juge chargé d’instruire son propre dossier pour « favoritisme, recel d’abus de biens sociaux et corruption passive » dans le cadre de l'Affaire de la chaufferie de La Défense, avait chargé sa fille, l’accusant d’avoir elle-même empoché des centaines de milliers d’euros de bakchich dans cette affaire, ; la presse soupçonne que ce compte luxembourgeois a été alimenté par des commissions illégales liées à ce marché et touchées par la maire. Pour sa défense, Joëlle Ceccaldi-Raynaud avait affirmé qu’il s’agissait d’un héritage d’une grand-mère corse,.
Dans un article de Mediapart paru le 30 mars 2017, on apprend que l’Office central de lutte contre les infractions financières et fiscales (OCLIFF) est saisi depuis mai 2016 de ce dossier. Les enquêteurs de l'OCLIFF s'intéressent aussi à la fille de Joëlle Ceccaldi-Raynaud, Émilie Franchi, soupçonnée d’avoir touché des fonds non déclarés de la part de sa mère. Selon le journal, les enquêteurs du parquet de Nanterre ont ouvert une enquête préliminaire en mai 2016 pour « blanchiment de fraude fiscale », élargie à la « fraude fiscale » en janvier 2017 à la suite d'un dépôt de plainte de la commission des infractions fiscales de Bercy,. Au début de mars 2017, les enquêteurs perquisitionnent le domicile de Joëlle Ceccaldi-Raynaud, ainsi que celui de sa fille,.
En août 2019, elle est citée en tant que témoin assisté pour des faits présumés de corruption dans l’affaire de la chaufferie de La Défense. Son père, décédé en juillet 2019 et suspecté d’être au centre de cette affaire, l'avait accusé d'avoir elle-même perçu des pots-de-vin.
Le 2 décembre 2020, elle est mise en examen pour « blanchiment de fraude fiscale aggravée » après 48 heures de garde à vue,,. Cinq de ses proches, dont ses deux enfants et son gendre, sont mis en examen pour les mêmes faits en octobre 2022. La justice soupçonne Joëlle Ceccaldi-Raynaud d'avoir dissimulé au fisc la somme de 2,6 millions d'euros. Le parquet de Nanterre annonce son placement sous contrôle judiciaire.

### Diffamation envers Christophe Grébert
En septembre 2006, Joëlle Ceccaldi-Raynaud est condamnée par la 14e chambre correctionnelle du tribunal de grande instance de Nanterre pour diffamation contre Christophe Grébert, pour avoir insinué sur le site officiel de la municipalité que le blogueur avait des « penchants pédophiles ». Elle doit payer 2 500 euros d'amende et 3 000 euros de dommages et intérêts au blogueur. Elle est par ailleurs condamnée à faire paraître un communiqué judiciaire sur le site municipal, ainsi que dans Le Parisien. Cette condamnation est confirmée par un arrêt de la cour d'appel de Versailles, le 26 avril 2007.

### Église classée repeinte
En janvier 2015, à la suite de la rénovation pendant les vacances scolaires de décembre 2014 de l'église Notre-Dame-de-la-Pitié (propriété de la municipalité), sise quai De Dion-Bouton, pour « des travaux de peinture à l’intérieur du bâtiment sur des murs qui nécessitaient une réfection suite à des infiltrations d'eau », on apprend que la mairie a fait repeindre « le chœur (...) [en] rouge vermillon, le bénitier et des pans de mur [en] violet et certaines statues (...) en jaune beige ». Des meubles et des statues auraient été aussi enlevés et d'autres meubles rajoutés,.
La direction régionale des Affaires culturelles (DRAC) d'Île-de-France, dépendant du ministère de la Culture, ouvre alors une enquête pour éclaircir ces choix, faits sans la validation de la Conservation régionale des monuments historiques et sans la consultation du préfet ou du curé de la paroisse, comme cela aurait dû être le cas pour un édifice construit au XVIe siècle et classé monument historique depuis 1975,. À la suite de l'inspection de la DRAC en janvier, où la mairie a « reconnu [son] erreur », des travaux sont entrepris par la mairie en décembre 2015 pour restaurer l'église. Ces travaux de réfection (comprenant le nettoyage des murs et des meubles), d'une durée d'un an, sont estimés à 500 000 euros.

### Accusations de clientélisme
Le 10 octobre 2019, un article publié dans Challenges fait état d’un système clientéliste créé par Charles Ceccaldi-Raynaud et continué par sa fille. Laurent Telo du Monde souligne que la mairie offre de nombreux cadeaux aux citoyens (enceinte connectée, aspirateur…) et note que les opposants à la maire de Puteaux semblent subir un traitement défavorable de la part des services municipaux, l'un d'entre eux ayant fait condamner la mairie à ce titre par la justice administrative.

## Détail des mandats et fonctions

### Anciens mandats
- 15 avril 1989 – 15 avril 1992 : membre du conseil général des Hauts-de-Seine
- 15 avril 1992 – 16 août 2002 : vice-présidente du conseil général des Hauts-de-Seine
- 19 juin 1995 – 21 avril 2004 : adjointe au maire de Puteaux
- 16 mars 1998 – 1er mai 2001 : membre du conseil régional d'Île-de-France
- 8 juin 2002 – 18 juin 2002 : députée de la sixième circonscription des Hauts-de-Seine (élue suppléante le 25 mai 1997)
- 19 juillet 2002 –  1er janvier 2005 : députée de la sixième circonscription des Hauts-de-Seine
- 3 juillet 2005 – 17 juin 2012 : députée de la sixième circonscription des Hauts-de-Seine
- 1er janvier 2009 – janvier 2014 : présidente de l'EPAD puis de l'EPADESA
- 1er janvier 2009 – 31 décembre 2017 : 1re vice-présidente de Defacto
- 1er janvier 2011 – 31 décembre 2015 : 1re vice-présidente de la Communauté d'agglomération Seine-Défense
- 1er janvier 2014 – 31 décembre 2017 : 2e vice-présidente de l'Établissement public d'aménagement de la Défense Seine Arche (EPADESA)

### Mandats en cours
- depuis le 22 avril 2004 : maire de Puteaux
- depuis le 28 juin 2022 : présidente de l'Établissement public territorial Paris Ouest La Défense

## Décoration
Chevalière de l'ordre national du Mérite (1996).